# Arzén-pentoxid
Az arzén-pentoxid az arzén egyik oxidja, képlete As2O5.

## Előállítása
Vízelvonással állítják elő arzénsavból, arzén és salétromsav reakciójában keletkezik.

## Tulajdonságai
Fehér, amorf, szilárd anyag. Magas hőfokon oxigénre és arzén(III)-oxidra bomlik. Erős oxidálószer, vizes oldata gyenge sav, amit arzén(V)-savnak (arzénsav) hívnak, képlete H3AsO4. Vízben és etanolban is oldódik.

## Felhasználása
Gyomirtók, gombaölőszerek, fakonzerváló anyagok előállítására, festékek gyártására használják.

## Káros hatásai
Irritáló hatású a bőrre és a légzőrendszerre nézve, mérgező hatású a keringési rendszerre, az idegrendszerre és a májra nézve.